# Taty Amaro
Tatyane Amaro Santos (nacida el 10 de mayo de 1995) es una futbolista profesional brasileña reconocida por jugar para Palmeiras como portera.

## Carrera
La portera comenzó su carrera en 2014 en Iranduba, de Amazonas, pero llamó la atención del Corinthians en 2018, después de actuaciones sobresalientes en São José (SP), donde jugó en 25 partidos en el año.
En 2019, Tatyane jugó siete partidos para Corinthians y ayudó al equipo a ganar en todos ellos, incluso concediendo dos goles. Tras las conquistas de Paulista y Libertadores, además del vicepresidente del brasileño, el arquero aceptó permanecer en el club en 2020.
El año pasado, con la pandemia del nuevo coronavirus, la atleta fue prestada al FC Nordsjælland, equipo de Dinamarca, donde tuvo su primera experiencia internacional. Tras jugar en ocho partidos y con el final de la temporada en el extranjero, la portera regresó al Corinthians y fue campeona de las brasileñas femeninas (2020) y Paulista Femenina (2020), donde no entró en el campo, pero sí inscrita en la competición.
Al final del año, por su propia elección, la jugadora optó por no renovar su vínculo con el club y firmó con Palmeiras.

## Títulos
De 2014 a 2020 Taty ganó los siguientes títulos:
- 2019 - Campeonato Paulista
- 2019 - Campeón de la Copa Libertadores
- 2020 - Campeonato Paulista
- 2020 - Campeonato Brasileño